# إيفرتون ناسيمنتو دي مندونسا
إيفرتون ناسيمنتو دي مندونسا الشهير باسم إيفرتون (3 يوليو 1993) لاعب كرة قدم برازيلي يلعب حاليا لصالح نادي الدرجة الأولى البحرين البحريني في مركز المهاجم من 2019.